# آسیاب‌های آبی گنو
آسیاب‌های آبی گنو مربوط به دوره قاجار است و در ۲۰ کیلومتری جاده بندرعباس به حاجی‌آباد، در دامنه کوه‌های گنو واقع شده‌است.
این اثر در تاریخ ۱۰ مهر ۱۳۸۰ با شمارهٔ ثبت ۳۹۷۴ به‌عنوان یکی از آثار ملی ایران به ثبت رسیده‌است.